# Trontupps naturreservat
Trontupps naturreservat är ett naturreservat i Borlänge kommun i Dalarnas län.
Området är naturskyddat sedan 2023 och är 35 hektar stort. Reservatet ligger sydväst om Borlänge och består av en bergstopp som gett reservat sitt namn och barrnaturskog i kuperad terräng